# Патрік Макінрой
Патрік Макінрой (англ. Patrick McEnroe; нар. 1 липня 1966) — колишній американський тенісист.
Найвищу одиночну позицію світового рейтингу — 28 місце досяг 11 вересня, 1995, парну — 3 місце — 12 квітня, 1993 року.
Здобув 1 одиночний та 16 парних титулів.
Перемагав на турнірах Великого шолома в парному розряді.
Завершив кар'єру 1998 року.

## Фінали турнірів Великого шолома

### Парний розряд: 2 (1–1)
| Результат | Рік  | Турнір                                 | Покриття | Партнер     | Суперники                       | Рахунок                       |
| --------- | ---- | -------------------------------------- | -------- | ----------- | ------------------------------- | ----------------------------- |
| Перемога  | 1989 | Відкритий чемпіонат Франції з тенісу   | Ґрунт    | Джим Грабб  | Мансур Бахрамі Ерік Віноградскі | 6–4, 2–6, 6–4, 7–6(7–5)       |
| Поразка   | 1991 | Відкритий чемпіонат Австралії з тенісу | Тверде   | Девід Вітон | Скотт Девіс Девід Пейт          | 7–6(7–4), 6–7(8–10), 3–6, 5–7 |

### Мікст: 1 (1 поразка)
| Результат | Рік  | Турнір                           | Покриття | Партнер         | Суперники            | Рахунок  |
| --------- | ---- | -------------------------------- | -------- | --------------- | -------------------- | -------- |
| Поразка   | 1988 | Відкритий чемпіонат США з тенісу | Тверде   | Елізабет Смайлі | Яна Новотна Джим П'ю | 5–7, 3–6 |

## Фінали Туру ATP

### Одиночний розряд: 4 (1–3)
| Результат | Ранг | Дата     | Турнір                | Покриття   | Суперник          | Рахунок                 |
| --------- | ---- | -------- | --------------------- | ---------- | ----------------- | ----------------------- |
| Поразка   | 1.   | Лют 1991 | Чикаго, США           | Килим (i)  | Джон Макінрой     | 6–3, 2–6, 4–6           |
| Поразка   | 2.   | Січ 1994 | Окленд, Нова Зеландія | Тверде     | Магнус Густафссон | 4–6, 0–6                |
| Поразка   | 3.   | Вер 1994 | Базель, Швейцарія     | Тверде (i) | Вейн Феррейра     | 6–4, 2–6, 6–7(7–9), 3–6 |
| Перемога  | 4.   | Січ 1995 | Сідней, Австралія     | Тверде     | Річард Фромберг   | 6–2, 7–6(7–4)           |

### Парний розряд wins (16)
| Легенда                |
| ---------------------- |
| Великий шлем (1)       |
| Tennis Masters Cup (1) |
| Серія Мастерс ATP (1)  |
| Серія турнірів ATP (2) |
| Тур ATP (11)           |

| Титули за покриттям |
| ------------------- |
| Тверде (7)          |
| Ґрунт (2)           |
| Трава (1)           |
| Килим (6)           |

| Ранг | Дата              | Турнір                                         | Покриття   | Партнер                   | Суперник                                 | Рахунок            |
| ---- | ----------------- | ---------------------------------------------- | ---------- | ------------------------- | ---------------------------------------- | ------------------ |
| 1.   | 6 лютого 1984     | Richmond WCT, США                              | Килим (i)  | Джон Макінрой             | Кевін Каррен Стів Дентон                 | 7–6, 6–2           |
| 2.   | 5 жовтня 1987     | Сан-Франциско, США                             | Килим (i)  | Джим Грабб                | Гленн Леєндекер Тодд Вітскен             | 6–2, 0–6, 6–4      |
| 3.   | 12 червня 1989    | Відкритий чемпіонат Франції з тенісу, Париж    | Ґрунт      | Джим Грабб                | Мансур Бахрамі Ерік Віноградскі          | 6–4, 2–6, 6–4, 7–6 |
| 4.   | 10 грудня 1989    | Фінал ATP, Лондон                              | Килим (i)  | Джим Грабб                | Джон Фіцджеральд (тенісист) Андерс Яррід | 7–5, 7–6, 5–7, 6–3 |
| 5.   | 12 листопада 1990 | Вемблі, Англія                                 | Килим (i)  | Джим Грабб                | Рік Ліч Джим П'ю                         | 7–6, 4–6, 6–3      |
| 6.   | 23 вересня 1991   | Базель, Швейцарія                              | Тверде (i) | Якоб Гласек               | Петр Корда Джон Макінрой                 | 3–6, 7–6, 7–6      |
| 7.   | 27 квітня 1992    | Мадрид, Іспанія                                | Ґрунт      | Патрік Гелбрайт           | Франсіско Клавет Карлос Коста            | 6–3, 6–2           |
| 8.   | 5 жовтня 1992     | Сідней, Австралія                              | Тверде (i) | Джонатан Старк (тенісист) | Джим Грабб Річі Ренеберг                 | 6–2, 6–3           |
| 9.   | 2 листопада 1992  | Париж, Франція                                 | Килим (i)  | Джон Макінрой             | Патрік Гелбрайт Дані Віссер              | 6–4, 6–2           |
| 10.  | 10 травня 1993    | Корал-Спрінгс, США                             | Ґрунт      | Джонатан Старк            | Пол Еннекон Даг Флек                     | 6–4, 6–3           |
| 11.  | 7 червня 1993     | Rosmalen Grass Court Championships, Нідерланди | Трава      | Джонатан Старк            | Девід Адамс Андрій Ольховський           | 7–6, 1–6, 6–4      |
| 12.  | 4 жовтня 1993     | Сідней, Австралія                              | Тверде (i) | Річі Ренеберг             | Александр Мронц Ларс Реманн              | 6–3, 7–5           |
| 13.  | 10 січня 1994     | Окленд, Нова Зеландія                          | Тверде     | Джаред Палмер             | Грант Коннелл Патрік Гелбрайт            | 6–2, 4–6, 6–4      |
| 14.  | 16 вересня 1994   | Базель, Швейцарія                              | Тверде (i) | Джаред Палмер             | Лен Бейл Джон-Лаффньє де Ягер            | 6–3, 7–6           |
| 15.  | 13 лютого 1995    | Сан-Хосе, США                                  | Тверде (i) | Джим Грабб                | Алекс О'Браєн Сендон Столл               | 3–6, 7–5, 6–0      |
| 16.  | 8 жовтня 1995     | Куала-Лумпур, Малайзія                         | Килим (i)  | Марк Філіппуссіс          | Грант Коннелл Патрік Гелбрайт            | 7–5, 6–4           |